# Jablanické jezero
Jablanické jezero (bosensky Jablaničko jezero) je umělé jezero, které se nachází na horním toku řeky Neretva v jižní části Bosny a Hercegoviny (v Hercegovině), v blízkosti města Konjic. Jezero se táhne západo-východním směrem. Dlouhé je okolo 30 km, plochu má 1440 ha a hluboké je místy až 80 m. 
Jezero vzniklo v roce 1953 po výstavbě vodní elektrárny. Název nese podle nedalekého města Jablanica, v jehož blízkosti se nachází. Jezero zaplavilo širší část údolí mezi horskými masivy Prenj a Lisina, včetně úrodných luk. V současné době je okolí jezera oblíbenou turistickou, rybářskou i rekreační destinací. V jeho blízkosti vyrostly v druhé polovině 20. století početné chaty.    
V roce 2017 byla z jezera vypuštěna voda a následně došlo k úhynu většiny ryb. Provozovatel vodní elektrárny, kterým je společnost Elektroprivreda Bosne i Hercegovine odmítl odpovědnost za způsobené škody.